# Saad Trabelsi
Saad Trabelsi (* 20. Dezember 1991 in Saint-Amand-Montrond) ist ein französisch-tunesischer Fußballspieler.

## Karriere
Trabelsi begann das Fußballspielen beim FC Bourges, wo er in der Saison 2010/11 erstmals in der fünftklassigen ersten Mannschaft auflief. Obwohl er lediglich sporadisch in dieser eingesetzt wurde, weckte er das Interesse des Zweitligisten FC Nantes und wurde im Sommer 2011 von diesem verpflichtet. Dafür verschob der Abiturient ein angestrebtes Medizinstudium, auch wenn er zunächst nicht für die Profimannschaft vorgesehen war. In den folgenden Monaten existierten Gerüchte, wonach Erstligavereine wie Olympique Marseille, AS Saint-Étienne, der spätere Meister HSC Montpellier, aber auch der deutsche Hamburger SV an Trabelsi interessiert seien. Dieser blieb letztlich bei Nantes, wo er für die Spielzeit 2012/13 mit einem Profivertrag ausgestattet wurde. Das führte vor allem dazu, dass er fortan regelmäßig für die Reservemannschaft spielte, für die er in der Vorsaison nicht über einen einzigen Einsatz hinauskam. Sein Profidebüt gab er am 29. September 2012, als er beim 4:0 im Zweitligaspiel gegen den RC Lens in der 78. Minute eingewechselt wurde.
Den Durchbruch in der ersten Mannschaft schaffte er jedoch nicht und zählte zwar bis 2014 zum Kader, wurde aber nicht weiter aufgeboten. Anschließend war er nur noch für das Reserveteam vorgesehen, bis er sich im Sommer 2015 dem Viertligisten SO Cholet anschloss.